# استف کلمنت
استف کلمنت (هلندی: Stef Clement؛ زادهٔ ۲۴ سپتامبر ۱۹۸۲) دوچرخه‌سوار اهل هلند است.
از باشگاه‌هایی که در آن رکاب زده‌است می‌توان به آی‌ای‌ام سایکلینگ، تیم دوچرخه‌سواری رابوبانک دولوپمنت، تیم دوچرخه‌سواری دیرکت انرژی و تیم لوتوان‌ال–یومبو اشاره کرد.
وی در مسابقات کشوری و بین‌المللی در مجموع برندهٔ ۱ مدال نقره، ۱ مدال برنز شده‌است.